# Fernando Venâncio
Fernando Venâncio (Mértola, 13 de novembro de 1944 – Mértola, 30 de maio de 2025) foi um escritor, intelectual, crítico literário, e académico português. Também tinha nacionalidade holandesa.

## Biografia
Fernando Venâncio passou sua infância em Lisboa, completou o liceu na cidade de Braga. Estudou Filosofia em Vila Nova de Ourém e Teologia em Lisboa. Em 1970 mudou-se para a Holanda, onde acabou por concluir seus estudos em linguística pela Universidade de Amesterdão, em 1976. Dois anos depois, começou a leccionar no departamento de estudos de Português na Universidade de Nijmegen. De 1984 a 1988 leccionou na Universidade de Utreque; acabou tornando à Universidade de Amesterdão para ensinar Português e cultura. Em 1995, Venâncio terminou seu doutoramento com uma tese sobre a linguagem em Portugal na época de Castilho. Foi autor e colaborador regular de revistas de prestígio como o Jornal de Letras, Ler e Colóquio/Letras, onde trabalhou como crítico literário. Também colaborou com o jornal Expresso e na revista Visão. Até março de 2008 foi colaborador regular do blogue colectivo Aspirina B.
Venâncio foi um detractor do Acordo Ortográfico de 1990 e muito controverso com as ideias reintegracionistas, na relação entre o galego e o português, embora expressasse simpatias. 
Em 2017, tornou-se sócio correspondente da Classe de Letras da Academia das Ciências de Lisboa (2.ª Secção - Filologia e Linguística).
Morreu a 30 de Maio de 2025, aos 80 anos, em Mértola.

## Obra seleccionada
- Uma migalha na Saia do Universo, 1997
- Estilo e Preconceito. A Língua Literária em Portugal na Época de Castilho, 1998 (Tese de Doutoramento, publicada pelas Edições Cosmos)
- Um Almoço de Negócios em Sintra, 1999 (translation of the work by Gerrit Komrij)
- Os Esquemas de Fradique, 1999
- Jose Saramago: A Luz e o Sombreado, 2000
- El-Rei no Porto, 2001
- Maquinações e Bons Sentimentos, 2002
- Ensaios Literários, 2002
- Quem Inventou Marrocos: Diários de Viagem, 2004
- Último Minuete em Lisboa, 2008
- Beijo Técnico e Outras Histórias, 2015
- Assim Nasceu uma Língua, 2019[8].